# Ziemia Mac Robertsona

Ziemia Mac Robertsona, sektor Australijskiego Terytorium Antarktycznego

Ziemia Mac Robertsona (ang. Mac. Robertson Land) – część Antarktydy Wschodniej, obejmująca obszar między Ziemią Kempa a Lodowcem Lamberta.
Jej zasięg na wybrzeżu wyznaczają: zatoka William Scoresby Bay (59°34′E) oraz przylądek Cape Darnley (69°30′E). W jego wschodniej części znajdują się Góry Księcia Karola. Nazwy fragmentów wybrzeża tej ziemi: Wybrzeże Mawsona i Wybrzeże Larsa Christensena upamiętniają badaczy tego obszaru.
Ziemia Mac. Robertsona została nazwana na cześć australijskiego przedsiębiorcy i filantropa Macphersona Robertsona, który patronował brytyjsko–australijsko–nowozelandzkiej wyprawie o akronimie BANZARE (British Australian and New Zealand Antarctic Research Expedition) pod dowództwem Douglasa Mawsona, przeprowadzonej w latach 1929–1931.
Na wybrzeżu Ziemi Mac Robertsona znajduje się australijska stacja antarktyczna Mawson.